# Баэс, Альсидес
Альси́дес Анто́нио Баэ́с Флейтас (исп. Alcides Antonio Báez Fleytas; 17 января 1947, Асунсьон — 8 октября 2023) — парагвайский футболист, играл на позиции вратаря. Чемпион Южной Америки (1979).

## Биография

### Игровая карьера
Баэс на протяжении игровой карьеры играл на родине за «Серро Портеньо» (1971, 1973—1974) и «Либертад» (1976—1979), а в Испании за «Тенерифе» (1974—1975). В составе двух парагвайских команд он выиграл чемпионские титулы 1973, 1974 и 1976 годов.
В составе сборной Парагвая играл на Кубке Америки 1979 года, на котором парагвайцы выиграли золотые медали.

### Смерть
Скончался 8 октября 2023 года в возрасте 76 лет.

## Достижения
«Серро Портеньо»
- Чемпион Парагвая (2): 1973, 1974

«Либертад»
- Чемпион Парагвая (1): 1976

Парагвай
- Чемпион Южной Америки (1): 1979